# ニッポン・トップチーム
ニッポン・トップチーム（Nippon Top Team）は、日本の総合格闘技チーム。略称はNTT。
正式な所属先ではなく、自らのジムも持ってはおらず、東京都新宿区北新宿のDEEPジムを拠点に活動していた。

## 主な参加選手
- 青木真也
- 北岡悟
- 今成正和
- 長谷川秀彦